# Stephanie Pohl
Stephanie Pohl (Cottbus, 21 ottobre 1987) è un'ex pistard, ciclista su strada e ciclocrossista tedesca, campionessa del mondo 2015 nella corsa a punti su pista.

## Palmarès

### Pista
- 2011

Campionati tedeschi, Inseguimento individuale
Campionati tedeschi, Corsa a punti
- 2012

Campionati tedeschi, Corsa a punti
Campionati europei, Corsa a punti
- 2013

2ª prova Coppa del mondo 2013-2014, Corsa a punti (Aguascalientes)
Classifica generale Coppa del mondo 2013-2014, Corsa a punti
- 2014

Campionati tedeschi, Inseguimento individuale
Campionati tedeschi, Corsa a punti
- 2015

Campionati del mondo, Corsa a punti

### Strada
- 2015 (Euregio Ladies Cycling Team, una vittoria)

Classifica generale Rás na mBan
- 2017 (Cervélo-Bigla Pro Cycling Team, una vittoria)

Berner Rundfahrt femminile

#### Altri successi
- 2007 (Team Getränke-Hoffmann)

Classifica giovani Route de France féminine
- 2008 (Brothers Bikes)

Classifica giovani Thüringen Ladies Tour

### Cross
- 2007-2008

Vlaamse Druivencross (Overijse)

## Piazzamenti

### Grandi Giri
- Giro d'Italia

2017: non partita (10ª tappa)

### Competizioni mondiali
- Campionati del mondo su pista

Los Angeles 2004 - Corsa a punti Junior: 7ª
Los Angeles 2004 - Inseg. individuale Junior: 11ª
Los Angeles 2004 - Scratch Junior: 4ª
Vienna 2005 - Corsa a punti Junior: 6ª
Vienna 2005 - Scratch Junior: 12ª
Minsk 2013 - Inseguimento a squadre: 6ª
Minsk 2013 - Scratch: 16ª
Minsk 2013 - Corsa a punti: 9ª
Cali 2014 - Scratch: 15ª
Cali 2014 - Inseguimento a squadre: 8ª
Cali 2014 - Corsa a punti: 2ª
St. Quentin-en-Yv. 2015 - Corsa a punti: vincitrice
St. Quentin-en-Yv. 2015 - Inseguimento a squadre: 7ª
Londra 2016 - Inseguimento a squadre: 10ª
Londra 2016 - Corsa a punti: 6ª
- Campionati del mondo su strada

Ponferrada 2014 - In linea Elite: ritirata
Richmond 2015 - In linea Elite: ritirata
Doha 2016 - Cronosquadre: 3ª
Doha 2016 - In linea Elite: 52ª
Bergen 2017 - Cronosquadre: 3ª
- Campionati del mondo di ciclocross

Hooglede 2007 - Elite: 17ª
Treviso 2008 - Elite: 13ª
- Giochi olimpici

Rio de Janeiro 2016 - Inseguimento a squadre: 9ª

### Competizioni europee
- Campionati europei su pista

Atene 2006 - Corsa a punti Under-23: 8ª
Cottbus 2007 - Corsa a punti Under-23: 8ª
Cottbus 2007 - Scratch Under-23: 17ª
Pruszków 2008 - Inseg. a squadre Under-23: 5ª
Pruszków 2008 - Inseg. individuale Under-23: 8ª
Apeldoorn 2011 - Corsa a punti: 17ª
Panevėžys 2012 - Inseguimento a squadre: 4ª
Panevėžys 2012 - Corsa a punti: vincitrice
Apeldoorn 2013 - Corsa a punti: 5ª
Apeldoorn 2013 - Inseguimento a squadre: 8ª
Baie-Mahault 2014 - Corsa a punti: 6ª
Baie-Mahault 2014 - Inseguimento a squadre: 6ª
Baie-Mahault 2014 - Scratch: 18ª
Grenchen 2015 - Corsa a punti: 3ª
Grenchen 2015 - Inseguimento a squadre: 5ª
- Campionati europei su strada

Valkenburg 2006 - In linea Under-23: 7ª
Verbania 2008 - Cronometro Under-23: 11ª
Verbania 2008 - In linea Under-23: 23ª
- Campionati europei di ciclocross

Hittnau 2007 - Elite: 12ª